# Lissonota pevola
Lissonota pevola là một loài tò vò trong họ Ichneumonidae.